# Halysidota tucumanicola
Halysidota tucumanicola là một loài bướm đêm thuộc phân họ Arctiinae, họ Erebidae.